# 몬테 콤파트리-판타노역
몬테 콤파트리-판타노 역(이탈리아어: Monte Compatri-Pantano)은 로마 지하철 C선의 남쪽 종착역이다. 카실리나 로를 따라 카살레 디 산타 마리아 로 (Via del Casale di Santa Maria)와 교차점 바로 뒤에 위치해 있다.
수년간 판타노 역이라는 역명 하에 로마-판타노 선 (지금의 로마-자르디네티 선)의 종착역이었다.
로마 코무네 내에 위치한 나머지 모든 지하철역과는 달리 몬테콤파트리 코무네 내에 위치해 있다.

## 역사
몬테 콤파트리-판타노 역은 로마 지하철 C선의 첫번째 구간에 포함되기 위한 공사 작업으로 2008년 7월 7일에 폐쇄되었다.
이후 2014년 11월 9일 C선의 첫번째 구간이 개통하면서 다시 문을 열었다.

## 시설
라우렌티나 역에는 다음과 같은 시설이 있다.
- 매표기
- 장애인 전용 승차시설
- 화장실
- 엘레베이터
- 에스컬레이터
- 역 감시카메라 (CCTV)

## 교통
- 버스 정류장 (ATAC 운영 노선 - 코르시, 팜파넬리, 칠리아 이탈리아 SRL)